# Margalida Amengual i Campaner
Margalida Amengual i Campaner, coneguda com a Na Cativa o Margalida Cativa (Ciutat de Mallorca, 1 o 2 de setembre de 1888 - Costitx, 30 de gener de 1919) fou una laica mallorquina, coneguda per la seva pietat. Ha estat proclamada venerable per l'Església catòlica.

## Biografia
Va ser trobada abandonada, acabada de néixer, el 2 de setembre de 1888, i recollida pels Amengual, que la criaren com a fill a Costitx, on passà la resta de la seva vida. Molt devota, fou una dona pietosa i caritativa, molt estimada a Costitx. Vivia com a terciària franciscana, sota la direcció espiritual del rector del poble, i dedicava molt de temps a la pregària, de dia i de nit, meditant sovint sobre la Passió de Jesús, fins al punt de reviure físicament els dolors de Crist; va tenir èxtasis i episodis místics i aparicions de la Mare de Déu. Tenia gran devoció per l'Àngel Custodi. Sovint repetia la frase: "Tot per Vostre amor, Jesús meu". Coneguda com a Na Cativa i Margalida de Costitx era tinguda per santa a tot Mallorca, tot i ésser laica, i morí en llaor de santedat.

## Veneració
Des del 1969, les seves restes reposen al presbiteri de l'església de Costitx. Molt estimada a Costitx, s'hi conserva la casa on va viure i morir, lloc de pelegrinatge. L'Ajuntament de Costitx la declarà filla il·lustre de la vila l'any 1988. Fou declarada venerable per Benet XVI el 15 de març de 2008, en aprovar-se el decret sobre les seves virtuts heroiques.